# Fedorivske, Mejova
Fedorivske (în ucraineană Федорівське) este un sat în comuna Bohdanivka din raionul Mejova, regiunea Dnipropetrovsk, Ucraina.

## Demografie
Componența lingvistică a localității Fedorivske
     Ucraineană (98,24%)
     Rusă (1,76%)
Conform recensământului din 2001, majoritatea populației localității Fedorivske era vorbitoare de ucraineană (98,24%), existând în minoritate și vorbitori de rusă (1,76%).